# کنتا کاسای
کنتا کاسای (انگلیسی: Kenta Kasai؛ زادهٔ ۲۵ دسامبر ۱۹۸۵) بازیکن فوتبال اهل ژاپن است.
از باشگاه‌هایی که در آن بازی کرده‌است می‌توان به باشگاه فوتبال کاشیما آنتلرز اشاره کرد.